# Nesokaha philippina
Nesokaha philippina är en insektsart som beskrevs av Frederick Arthur Godfrey Muir 1915. Nesokaha philippina ingår i släktet Nesokaha och familjen Derbidae. Inga underarter finns listade i Catalogue of Life.